# 21. Kongress der Vereinigten Staaten
Der 21. Kongress der Vereinigten Staaten, bestehend aus dem Repräsentantenhaus und dem Senat, war die Legislative der Vereinigten Staaten. Seine Legislaturperiode dauerte vom 4. März 1829 bis zum 4. März 1831. Alle Abgeordneten des Repräsentantenhauses sowie ein Drittel der Senatoren (Klasse II) waren im Jahr 1828 bei den Kongresswahlen gewählt worden. In beiden Kammern ergab sich eine Mehrheit für die im gleichen Jahr gegründete Demokratische Partei, deren Anhänger damals auch als Jacksonians bezeichnet wurden. Der Kongress tagte in der amerikanischen Bundeshauptstadt Washington, D.C. Die Vereinigten Staaten bestanden damals aus 24 Bundesstaaten. Präsident war Andrew Jackson. Die Sitzverteilung im Repräsentantenhaus basierte auf der Volkszählung von 1820.

## Wichtige Ereignisse
Siehe auch 1829 1830 und 1831
- 4. März 1829: Beginn der Legislaturperiode des 21. Kongresses. Gleichzeitig wird der ebenfalls 1828 gewählte Präsident Andrew Jackson in sein neues Amt eingeführt. Er löst John Quincy Adams ab.
- 23. Juli 1829: William Burt erhält ein Patent auf die Erfindung der Schreibmaschine.
- 28. Mai 1830: Der Indian Removal Act tritt in Kraft. Daraus resultiert in den nächsten Jahren die Vertreibung der Indianer aus den Gebieten östlich des Mississippi River.
- 1830: Bei den Kongresswahlen gewinnen die Demokraten die Mehrheit in beiden Kammern.

## Die wichtigsten Gesetze
In den Sitzungsperioden des 21. Kongresses wurde unter anderem folgendes Bundesgesetz verabschiedet (siehe auch: Gesetzgebungsverfahren):
- 28. Mai 1830: Der Indian Removal Act (Siehe oben)

## Zusammensetzung nach Parteien

### Senat
- Demokratische Partei (Jacksonians): 25
- National Republican Party (Anti-Jacksonians): 23
- Sonstige: 0
- Vakant: 0

Gesamt: 48 Stand am Ende der Legislaturperiode

### Repräsentantenhaus
- Demokratische Partei (Jacksonians): 136
- National Republican Party (Anti-Jacksonians): 72
- Anti-Masonic Party: 5
- Sonstige: 0
- Vakant: 0

Gesamt: 213 Stand am Ende der Legislaturperiode
Außerdem gab es noch drei nicht stimmberechtigte Kongressdelegierte.

## Amtsträger

### Senat
- Präsident des Senats: John C. Calhoun (D)
- Präsident pro tempore: Samuel Smith (D)

### Repräsentantenhaus
- Sprecher des Repräsentantenhauses: Andrew Stevenson (D)

## Senatsmitglieder
Im 21. Kongress vertraten folgende Senatoren ihre jeweiligen Bundesstaaten:
| Alabama - 2. William R. King (J) - 3. John McKinley (J) Connecticut - 1. Samuel A. Foot (AJ) - 3. Calvin Willey (AJ) Delaware - 1. Louis McLane (AJ) bis zum 16. April 1829 - Arnold Naudain (AJ) ab dem 7. Januar 1830 - 2. John Middleton Clayton (AJ) Georgia - 2. George Troup (J) - 3. John MacPherson Berrien (J) bis 9. März 1829 - John Forsyth (J) ab dem 9. November 1829 Illinois - 2. John McLean (J) bis zum 14. Oktober 1830 - David J. Baker (J) Zwischen dem 12. November und 11. Dezember 1830 - John McCracken Robinson (J) ab dem 11. Dezember 1830 - 3. Elias Kane (J) Indiana - 1. James Noble (AJ) bis zum 26. Feb. 1831, danach war der Sitz vakant - 3. William Hendricks (AJ) Kentucky - 2. George M. Bibb (J) - 3. John Rowan (J) Louisiana - 2. Edward Livingston (J) - 3. Josiah S. Johnston (AJ) Maine - 1. John Holmes (AJ) - 2. Peleg Sprague (AJ) Maryland - 1. Samuel Smith (J) - 3. Ezekiel F. Chambers (AJ) Massachusetts - 1. Daniel Webster (AJ) - 2. Nathaniel Silsbee (AJ) Mississippi - 1. Powhatan Ellis (J) - 2. Thomas Buck Reed (J) bis zum 26. November 1829 - Robert H. Adams (J) 6. Januar bis 2. Juli 1830 - George Poindexter ab dem 15. Oktober 1830 | Missouri - 1. Thomas Hart Benton (J) - 3. David Barton (AJ) New Hampshire - 2. Samuel Bell (AJ) - 3. Levi Woodbury (J) New Jersey - 1. Mahlon Dickerson (J) - 2. Theodore Frelinghuysen (J) New York - 1. Charles E. Dudley (J) - 3. Nathan Sanford (AJ) North Carolina - 2. John Branch (J) bis zum 9. März 1829 - Bedford Brown (J) ab dem 9. Dezember 1829 - 3. James Iredell (J) Ohio - 1. Benjamin Ruggles (AJ) - 3. Jacob Burnet (AJ) Pennsylvania - 1. Isaac D. Barnard (J) - 3. William Marks (AJ) Rhode Island - 1. Asher Robbins (AJ) - 2. Nehemiah R. Knight (AJ) South Carolina - 2. Robert Young Hayne (J) - 3. William Smith (J) Tennessee - 1. John Henry Eaton (J) bis 9. März 1829 - Felix Grundy (J) ab dem 19. Oktober 1829 - 2. Hugh Lawson White (J) Vermont - 1. Horatio Seymour (AJ) - 3. Dudley Chase (AJ) Virginia - 1. John Tyler (J) - 2. Littleton Waller Tazewell (J) |

## Mitglieder des Repräsentantenhauses
Folgende Kongressabgeordnete vertraten im 21. Kongress die Interessen ihrer jeweiligen Bundesstaaten:
| Alabama 3 Wahlbezirke - 1. Clement Comer Clay (J) - 2. Robert Baylor (J) - 3. Dixon Hall Lewis (J) Connecticut Alle Abgeordneten wurden staatsweit gewählt. - Noyes Barber (AJ) - William W. Ellsworth (AJ) - Jabez W. Huntington (AJ) - Ralph Isaacs Ingersoll (AJ) - William L. Storrs (AJ) - Ebenezer Young (AJ) Delaware Staatsweite Wahl - Kensey Johns (AJ) Georgia Staatsweite Wahlen - Thomas Flournoy Foster (J) - Charles Eaton Haynes (J) - Henry Graybill Lamar (J) ab dem 7. Dezember 1829 - Wilson Lumpkin (J) - Wiley Thompson (J) - James Moore Wayne (J) - Richard Henry Wilde (J) Illinois Staatsweite Wahlen - Joseph Duncan (J) Indiana 3 Wahlbezirke - 1. Ratliff Boon (J) - 2. Jonathan Jennings (AJ) - 3. John Test (AJ) Kentucky 12 Wahlbezirke - 1. Henry Daniel (J) - 2. Nicholas D. Coleman (J) - 3. James Clark (AJ) - 4. Robert Letcher (AJ) - 5. Richard Mentor Johnson (J) - 6. Joseph Lecompte (J) - 7. John Kincaid (J) - 8. Nathan Gaither (J) - 9. Charles A. Wickliffe (J) - 10. Joel Yancey (J) - 11. Thomas Chilton (J) - 12. Chittenden Lyon (J) Louisiana 3 Wahlbezirke - 1. Edward White (AJ) - 2. Henry Hosford Gurley (AJ) - 3. Walter Hampden Overton (J) Maine 7 Wahlbezirke - 1. Rufus McIntire (J) - 2. John Anderson (J) - 3. Joseph F. Wingate (AJ) - 4. George Evans (AJ) ab dem 20. Juli 1829 - 5. James Wheelock Ripley (J) bis zum 12. März 1830 - Cornelius Holland (J) ab dem 6. Dezember 1830 - 6. Leonard Jarvis (J) - 7. Samuel Butman (AJ) Maryland 8 Wahlbezirke. Der Fünfte Wahlbezirk stellte zwei Abgeordnete. - 1. Clement Dorsey (AJ) - 2. Benedict Joseph Semmes (AJ) - 3. George Corbin Washington (AJ) - 4. Michael Sprigg (J) - 5A. Elias Brown (AJ) - 5B. Benjamin Chew Howard (AJ) - 6. George Edward Mitchell (J) ab dem 7. Dezember 1829 - 7. Richard Spencer (J) - 8. Ephraim Wilson (J) Massachusetts 13 Wahlbezirke - 1. Benjamin Gorham (AJ) - 2. Benjamin Crowninshield (AJ) - 3. John Varnum (AJ) - 4. Edward Everett (AJ) - 5. John Davis (AJ) - 6. Joseph G. Kendall (AJ) - 7. George Grennell (AJ) - 8. Isaac C. Bates (AJ) - 9. Henry W. Dwight (AJ) - 10. John Bailey (AJ) - 11. Joseph Richardson (AJ) - 12. James L. Hodges (AJ) - 13. John Reed (AJ) Mississippi Staatsweite Wahlen - Thomas Hinds (J) Missouri Staatsweite Wahlen - Spencer Darwin Pettis (J) New Hampshire Alle Abgeordneten wurden staatsweit gewählt. - John Brodhead (J) - Thomas Chandler (J) - Joseph Hammons (J) - Jonathan Harvey (J) - Henry Hubbard (J) - John Weeks (J) New Jersey Alle Abgeordneten wurden staatsweit gewählt - Lewis Condict (AJ) - Richard M. Cooper (AJ) - Thomas H. Hughes (AJ) - Isaac Pierson (AJ) - James F. Randolph (AJ) - Samuel Swan (AJ) New York 30 Wahlbezirke. Der 3. Wahlbezirk stellte drei Abgeordnete und der 20. und 26. jeweils zwei. - 1. James Lent (J) - 2. Jacob Crocheron (J) - 3A. Churchill C. Cambreleng (J) - 3B. Gulian C. Verplanck (J) - 3C. Campbell P. White (J) - 4. Henry B. Cowles (AJ) - 5. Abraham Bockee (J) - 6. Hector Craig (J) bis zum 12. Juli 1830 - Samuel W. Eager (AJ) ab dem 2. November 1830 - 7. Charles G. De Witt (J) - 8. James Strong (AJ) - 9. John D. Dickinson (AJ) - 10. Ambrose Spencer (AJ) - 11. Perkins King (J) - 12. Peter J. Borst (J) - 13. William G. Angel (J) - 14. Henry R. Storrs (AJ) - 15. Michael Hoffman (J) - 16. Benedict Arnold (AJ) - 17. John W. Taylor (AJ) - 18. Henry C. Martindale (AJ) - 19. Isaac Finch (AJ) - 20A. Joseph Hawkins (AJ) - 20B. George Fisher (AJ) bis zum 5. Februar 1830 - Jonah Sanford (J) ab dem 3. November 1830 - 21. Robert Monell (J) bis zum 21. Februar 1831, danach war der Sitz vakant - 22. Thomas Beekman (AJ) - 23. Jonas Earll (J) - 24. Gershom Powers (J) - 25. Thomas Maxwell (J) - 26A. Jehiel H. Halsey (J) - 26B. Robert S. Rose (AM) = Anti Masonic - 27. Timothy Childs (AM) - 28. John Magee (J) - 29. Phineas L. Tracy (AM) - 30. Ebenezer F. Norton (J) | North Carolina 13 Wahlbezirke - 1. William Biddle Shepard (AJ) - 2. Willis Alston (J) - 3. Thomas H. Hall (J) - 4. Jesse Speight (J) - 5. Gabriel Holmes (J) bis zum 26. September 1829 - Edward Bishop Dudley (J) ab dem 10. November 1829 - 6. Robert Potter (J) - 7. Edmund Deberry (AJ) - 8. Daniel Laurens Barringer (J) - 9. Augustine Henry Shepperd (J) - 10. Abraham Rencher (J) - 11. Henry William Connor (J) - 12. Samuel Price Carson (J) - 13. Lewis Williams (AJ) Ohio 14 Wahlbezirke - 1. James Findlay (J) - 2. James Shields (J) - 3. Joseph Halsey Crane (AJ) - 4. Joseph Vance (AJ) - 5. William Russell (J) - 6. William Creighton (AJ) - 7. Samuel Finley Vinton (AJ) - 8. William Stanbery (J) - 9. William W. Irvin (J) - 10. William Kennon (J) - 11. John M. Goodenow (J) bis zum 9. April 1830 - Humphrey H. Leavitt (J) ab dem 6. Dezember 1830 - 12. John Thomson (J) - 13. Elisha Whittlesey (AJ) - 14. Mordecai Bartley (AJ) Pennsylvania 18 Wahlbezirke. Der 7., 8., 11., und 16. Wahlbezirk stellte je zwei Abgeordnete. Der 4. und 9. stellte sogar drei Abgeordnete. Die restlichen je einen. - 1. Joel Barlow Sutherland (J) - 2. Joseph Hemphill (J) - 3. Daniel H. Miller (J) - 4A. James Buchanan (J) - 4B. Joshua Evans (J) - 4C. George Gray Leiper (J) - 5. John Benton Sterigere (J) - 6. Innis Green (J) - 7A. Joseph Fry (J) - 7B. Henry A. P. Muhlenberg (J) - 8A. Samuel D. Ingham (J) bis 1829, genaues Datum unbekannt - Peter Ihrie (J) ab dem 13. Oktober 1829 - 8B. George Wolf (J) bis 1829, genaues Datum unbekannt - Samuel A. Smith (J) ab dem 13. Oktober 1829 - 9A. James Ford (J) - 9B. Alem Marr (J) - 9C. Philander Stephens (J) - 10. Adam King (J) - 11A. Thomas Hartley Crawford (J) - 11B. William Ramsey (J) - 12. John Scott (J) - 13. Chauncey Forward (J) - 14. Thomas Irwin (J) - 15. William McCreery (J) - 16A. Harmar Denny (AM) ab dem 15. Dezember 1829 - 16B. John Gilmore (J) - 17. Richard Coulter (J) - 18. Thomas Hale Sill (AJ) Rhode Island Alle Abgeordneten wurden staatsweit gewählt. - Tristam Burges (AJ) - Dutee Jerauld Pearce (AJ) South Carolina 9 Wahlbezirke - 1. William Drayton (J) - 2. Robert Woodward Barnwell (J) - 3. John Campbell (J) - 4. William D. Martin (J) - 5. George McDuffie (J) - 6. Warren R. Davis (J) - 7. William T. Nuckolls (J) - 8. James Blair (J) - 9. Starling Tucker (J) Tennessee 9 Wahlbezirke - 1. John Blair (J) - 2. Pryor Lea (J) - 3. James Israel Standifer (J) - 4. Jacob C. Isacks (J) - 5. Robert Desha (J) - 6. James K. Polk (J) - 7. John Bell (J) - 8. Cave Johnson (J) - 9. Davy Crockett (AJ) Vermont 5 Wahlbezirke - 1. Jonathan Hunt (AJ) - 2. Rollin Carolas Mallary (AJ) - 3. Horace Everett (AJ) - 4. Benjamin Swift (AJ) - 5. William Cahoon (AM) Virginia 22 Wahlbezirke - 1. Thomas Newton (AJ) bis zum 9. März 1830 - George Loyall (J) ab dem 9. März 1830 - 2. James Trezvant (J) - 3. William S. Archer (J) - 4. Mark Alexander (J) - 5. Thomas Bouldin (J) - 6. Thomas Davenport (J) - 7. Nathaniel Claiborne (J) - 8. Richard Coke (J) - 9. Andrew Stevenson (J) - 10. William Cabell Rives (J) bis 1829, genaues Datum unbekannt - William F. Gordon (J) ab dem 25. Januar 1830 - 11. Philip Pendleton Barbour (J) bis zum 15. Oktober 1830 - John M. Patton (J) ab dem 25. November 1830 - 12. John Roane (J) - 13. John Taliaferro (AJ) - 14. Charles F. Mercer (AJ) - 15. John S. Barbour (J) - 16. William Armstrong (AJ) - 17. Robert Allen (J) - 18. Philip Doddridge (AJ) - 19. William McCoy (J) - 20. Robert Craig (J) - 21. Lewis Maxwell (AJ) - 22. Alexander Smyth (J) bis zum 17. April 1830 - Joseph Draper (J) ab dem 6. Dezember 1830 |

Nicht stimmberechtigte Mitglieder im Repräsentantenhaus:
- Arkansas-Territorium: Ambrose Hundley Sevier
- Florida-Territorium: Joseph M. White
- Michigan-Territorium: John Biddle bis zum 21. Februar 1831, danach war das Amt vakant.